# European News Exchange
L'European News Exchange (ENEX) és una associació de les principals cadenes de televisió comercials del món. Coordinat pel Centre ENEX a Luxemburg, els membres d'ENEX comparteixen el seu contingut de les notícies i recursos de producció de notícies per tal d'obtenir avantatges competitius en el recull d'informació. ENEX va començar com una plataforma de serveis tècnics i en els últims anys s'ha transformat en un proveïdor de notícies que recull vídeos diaris dels seus membres en un grup de notícies. Tot el contingut d'ENEX està disponible, exclusivament pels seus membres, de franc. Per garantir l'exclusivitat, només es permet que s'hi uneixi un canal de televisió de cada territori.

## Història
El 14 de desembre de 1993, els directius de RTL Television, RTL Belgium, RTL Nederland, M6 a França i CLT (Compagnie Luxembourgeoise de Télédiffusion o CLT, que més tard es convertiria en RTL Group) es van reunir a Luxemburg per fundar European News Exchange. L'objectiu inicial era combinar els recursos dels diferents canals de televisió i reduir els costos mitjançant l'intercanvi d'imatges de les notícies, els mitjans tècnics i l'espai per satèl·lit. ENEX va començar a operar el 1994.
El 1996 ENEX es va fusionar amb News Consortium, format per la CBS, Sky News, VTM Belgium i TBS del Japó. Els membres del News Consortium es van unir a ENEX, que ara opera un canal per satèl·lit analògic i un de digital. Deu anys després de la seva creació, més de 30 membres d'ENEX feien desenes de milers de reserves dels 10 canals per satèl·lit i s'intercanviaven més de 5.000 notícies a l'any.
El 2003 ENEX va digitalitzar l'intercanvi d'imatges i totes les notícies passaven a ser gravades en un servidor. A l'any següent el nombre d'elements gairebé es va duplicar quan s'hi van afegir les imatges de CBS Newspath. El 2005 ENEZ va presentar News Link, un sistema per a la transmissió i l'intercanvi de continguts a través d'internet en una base d'intercanvi d'arxius. ENEX té 52 membres i opera 14 canals de satèl·lit digitals a Eutelsat 16A. Tots els membres d'ENEX aporten i reben continguts de tot el món a través de News Link HD. A l'estiu de 2012 es va incorporar a ENEX Sky News Arabia, cosa que va permetre ampliar la cobertura de l'associació a tot el nord d'Àfrica i l'Orient Mitjà. Més tard s'hi van unir els primers membres d'Amèrica Llatina. Un dels membres més recents és Mega, un dels principals canals de televisió de propietat privada de Xile. El 2013 els membres d'ENEX van assolir el màxim històric amb més de 27.000 continguts de vídeo.

## Membres
L'associació compta actualment amb 52 membres i està present en més de 40 països.
- CBS News (EUA)
- Sky News (Regne Unit)
- RTL Television (Alemanya)
- RTL II (Alemanya)
- VOX (Alemanya)
- N-tv (Alemanya)
- M6 (França)
- RTL-TVI (Sud de Bèlgica)
- VTM (Nord de Bèlgica)
- NTV (Rússia)
- SIC (Portugal)
- TBS (Japó)
- Telecinco (Espanya)
- RTL 4 (Països Baixos)
- TVN (Polònia)
- TV2 (Noruega)
- TV2 (Dinamarca)
- MTV3 (Finlàndia)
- TV4 (Suècia)
- Channel 2 (Israel)
- 1+1 (Ucraïna)
- RTL Télé Lëtzebuerg (Luxemburg)
- Alpha TV (Grècia)
- Antenna (Grècia)
- Servus TV (Àustria)
- RTL Klub (Hongria)
- RTL Televizija (Croàcia)
- TV Nova (República Txeca)
- Markiza (Eslovàquia)
- Sky News Arabia (Orient Mitjà/Nord d'Àfrica)
- TV Azteca (Mèxic)
- WAPA (Puerto Rico)
- Caracol TV (Colòmbia)
- Ecuavisa (Equador)
- BFM TV (França)
- MediaCorp (Singapur)
- Sky News Australia
- Telefe (Argentina)
- ANS TV (Azerbaidjan)
- bTV (Bulgària)
- Unitel Bolivia
- Mega (Xile)
- TV3 (Irlanda)
- Pro TV (Romania)
- NTV (Turquia)
- Monte Carlo TV (Uruguai)

## Model de negoci
Tots els membres d'ENEX paguen una quota anual que depèn de la mida de la cadena, el seu mercat, la seva contribució a l'arxiu de continguts d'ENEX i l'ús del temps per satèl·lit. Cada membre aporta material dels seus programes informatius de producció pròpia al dipòsit de continguts d'ENEX sense rebre cap compensació econòmica. A canvi, poden utilitzar tot el material d'aquest grup pels seus programes de franc. D'aquesta manera, és possible mantenir una quota baixa en comparació amb un model clàssic d'agència de notícies.

## Operacions en directe
ENEX organitza la cobertura in situ en directe de grans esdeveniments noticiosos en nom dels seus membres. Aquests serveis estan dissenyats per proporcionar una manera més rendible per als membres de cobrir les notícies significatives quan no és possible o necessari poder desplegar les seves pròpies operacions de retransmissió de notícies en directe. Per exemple, durant la crisi financera grega de l'estiu de 2015 ENEX va desplegar una cobertura per satèl·lit no només per a Atenes, sinó també a cada un dels lloc de les llargues reunions governamentals a Brussel·les, Estrasburg i Luxemburg de l'Eurogrup, l'ECOFIN i tot el consell. Arran de l'accident del vol 9525 de Germanwings, ENEX va situar càmera en directe a Sanha (França), a l'aeroport de Düsseldorf i Haltern am See (Alemanya). En el transcurs de l'atemptat contra Charlie Hebdo, ENEX utilitzar tres equips de captació per satèl·lit de notícies per cobrir cinc llocs, com les oficines de la revista el primer dia i el supermercat de París on es va produir l'alliberament d'ostatges final. També cobreix esdeveniments planejats, com el casament reial britànic del duc i la duquessa de Cambridge, el naixement dels seus dos fills o l'elecció del Papa Francesc el 2013.